# Linia kolejowa nr 731
Linia kolejowa 731 – pierwszorzędna, jednotorowa, niezelektryfikowana linia kolejowa łącząca posterunek odgałęźny Malinowo z rejonem ZTB stacji Zajączkowo Tczewskie.
Linia została w całości ujęta w kompleksowej sieci transportowej TEN-T.